# Młodzież ze Wzgórz

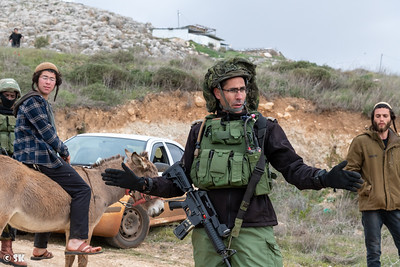
No’ar ha-Gwa’ot z izraelskim żołnierzem (2022)

Młodzież ze Wzgórz   , również jako No’ar ha-Gwa’ot (hebr. נוער הגבעות, ang. Hilltop Youth) – izraelska młodzież o poglądach ekstremistycznych, prawicowych, rasistowskich, fundamentalistycznych  lub anarchistycznych , zamieszkującej uznawane za nielegalne w świetle prawa izraelskiego nieautoryzowane osiedla lub farmy na Zachodnim Brzegu. Uważana również za młodzieżową subkulturę. Reprezentanci No’ar ha-Gwa’ot tworzą wyizolowane społeczności, charakteryzują się agresją wobec Palestyńczyków, a także przedstawicieli Sił Obronnych Izraela lub służb bezpieczeństwa Państwa Izrael.
Przedstawiciele No’ar ha-Gwa’ot powiązani są z prowadzoną przez rabina Icchaka Ginzburga jesziwą Od Josef Chaj w osiedlu Jichar. W działalność No’ar ha-Gwa’ot zaangażowane są takie osoby jak wnuk Me’ira Kahanego – Me’ir Etinger , czy praprawnuk rabina Cwiego Jehudy Kuka – Szimon Szliser .

## Geneza

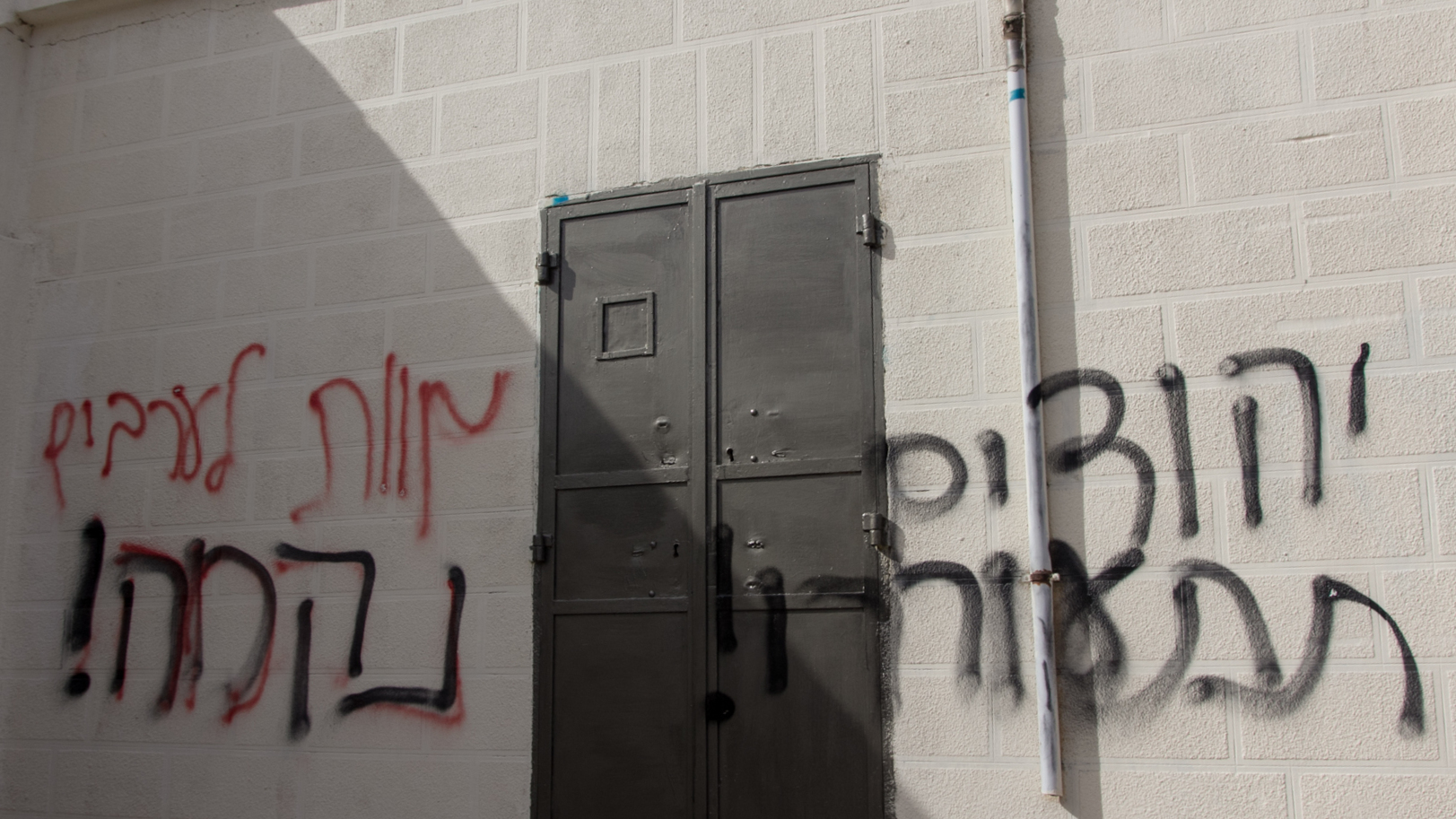
Przykłady wandalizmu Młodzieży ze Wzgórz, tzw. tag mechir na palestyńskim domu. Napis po prawej: „Żydzi, przebudźcie się!”. Napisy po lewej, od góry: „Śmierć Arabom”, „Zemsta!” (2014)

Młodzież ze Wzgórz w latach 90. XX wieku była inspirowana i nakłaniana do zakładania nieautoryzowanych osiedli i farm na Zachodnim Brzegu przez byłego komandosa Sajjeret Matkal Awrahama Rana  i Jehoszafata Tora . Ten drugi założył Chawat Ma’on (ang. Maon Farm), które uważane jest za symbol oporu osadników przeciw premierowi Ehudowi Barakowi, który w ramach porozumienia z przedstawicielami ruchu osadniczego obiecał zalegalizować 30 osiedli kosztem zniszczenia 12 nieautoryzowanych osiedli . Ran wraz z kilkoma innymi żydowskimi rodzinami założył w Gusz Ecjon osiedle Bat Ajin . Ran uważa, że Ziemia Izraela jest własnością Żydów i powinni ją zasiedlać bez problemów, tworząc kolejne farmy, uprawy, łącząc codzienne życie z naukami Tory .
Pedahzur podaje, że jednym z inicjatorów nieautoryzowanych osiedli w latach 90. XX wieku był Ariel Szaron. Zakładanie nielegalnych, nawet w świetle izraelskiego prawa, osiedli miało spowolnić proces pokojowy zapoczątkowany przez Icchaka Rabina podczas negocjacji prowadzonych z Palestyńczykami w Oslo. Działania te miały odbywać się przy bierności samorządowej organizacji osadniczej Rady Jesza, która jednak nieformalnie zapewniała wsparcie nielegalnym osadnikom.
Uważa się także, że No’ar ha-Gwa’ot swoje początki ma w wycofaniu osiedli żydowskich w Strefie Gazy w 2005 roku. Wówczas to starsi osadnicy podjęli się biernego oporu wobec sił porządkowych, które miały przetransportować mieszkańców osiedli do Izraela. Wynikało to z przekonania, że dojdzie do boskiej interwencji, która powstrzyma izraelską armię przed ewakuacją mieszkańców. Młodzi religijni osadnicy, którzy doświadczyli fiaska tej postawy, stracili zaufanie w autorytet swoich rodziców i postanowili objąć bardziej agresywne formy działań .
International Crisis Group podaje, że w latach 90. XX wieku można mówić o pierwszej fali tej subkultury. Związana była ona z odkrywaniem duchowości i judaizmu. Druga fala miała miejsce po wycofaniu osiedli ze Strefy Gazy. Wtedy też działania No’ar ha-Gwa’ot przybrały polityczny kontekst.

## Charakterystyka
Przedstawiciele Młodzieży ze Wzgórz swoją postawą wyrażają sprzeciw wobec „generacji założycieli” osiedli żydowskich na Zachodnim Brzegu. U podstaw tego sprzeciwu leży brak zaufania wobec sytuacji politycznej i społecznej w Izraelu. Młodzi łączą swoją postawę z fundamentalizmem religijnym, postawami narodowo-religijnymi, tworząc subkulturę młodzieżową, która stwarza im własne struktury socjalizacji. Friedman zaznacza, że wielu utożsamiających się z No’ar ha-Gwa’ot nie jest w ogóle potomkami osadników. Osoby te przybyły na Zachodni Brzeg z wielu względów np. po odbyciu służby wojskowej, po wyrzuceniu z jesziwy, czy po ucieczce ze społeczności charedim. Część z reprezentantów tej subkultury to uczniowie jesziwy Od Josef Chaj rabina Icchaka Ginzburga. Zainspirowani zostali kabalistycznymi naukami rabina z chasydzkiej sekty Chabad-Lubawicz    . Są to także byli członkowie organizacji rabina Ginzburga o nazwie Derech Chajjim, którzy uznali ją za zbyt mało „wojowniczą”. Za przykład takiej postawy podaje się najbardziej znanego przedstawiciela Młodzieży ze Wzgórz, wnuka Me’ira Kahanego, Me’ira Etingera . Do Młodzieży ze Wzgórz dołączały również osoby związane lub wspierające zdelegalizowane w Izraelu Kach i Kahane Chaj. Niektórzy reprezentanci No’ar ha-Gwa’ot po raz pierwszy pojawiali się na Zachodnim Brzegu jako pracownicy istniejących już fam i upraw.
Według Awrahama Rana i pozostałych reprezentantów subkultury Ziemia Izraela przynależna jest Żydom. W związku z tym mają oni prawo ją bezkarnie zasiedlać  . Członkowie No’ar ha-Gwa’ot nie postrzegają zatem osadnictwa jako zabierania ziemi Palestyńczykom, czy Egipcjanom, ale jako zamieszkiwanie własnych ziem. Zatem tworzenie nowych osiedli nie jest według nich nielegalne . Młodzież ze Wzgórz uważa, że Palestyńczycy „dokonują gwałtu na Ziemi Świętej” i są najeźdźcami . Reprezentanci tej subkultury, inspirowani naukami Ginzburga i Me’ira Kahanego, postulują wydalenie wszystkich nie-Żydów z Izraela, jako niegodnych zamieszkiwania Ziemi Izraela. Co więcej, Ginzburg zachęca do stosowania przemocy wobec Palestyńczyków .
Przedstawiciele tej subkultury chcą zerwać z wygodnym stylem życia swoich rodziców, którzy mieszkają w rozwiniętych już osiedlach na Zachodnim Brzegu. Osiedla te mają ochronę, płoty bezpieczeństwa, monitoring, sklepy . Reprezentanci No’ar ha-Gwa’ot podkreślają potrzebę powrotu do natury i duchowości. Uważają, że Żydzi są powiązani z Ziemią Izraela, a nie z państwem jako instytucją. Wobec tego zasiedlają oni niezamieszkane obszary Judei, Samarii , wzgórz wokół Hebronu. Według Młodzieży ze Wzgórz dzięki ciężkiej pracy rolniczej, religijnym życiu i skromnym warunkom zamieszkania są oni bliżej Boga . Popularyzują powrót do biblijnego, pasterskiego stylu życia. Państwo natomiast powinno stać się teokracją rządzoną zgodnie z halachą i Torą. Uważają, że instytucja świeckiego państwa została skorumpowana, a zakładanie farm i nielegalnych osiedli stanowi wyraz żydowskiego samostanowienia. Młodzież ze Wzgórz zakłada własnymi siłami nieautoryzowane osiedla, farmy lub organiczne uprawy warzyw i owoców. Są to miejscowości odizolowane od osiedli, przy ich budowie nie zatrudnia się Arabów, aby pokazać niezależność od nieżydowskich pracowników. Miejsca, w których mieszkają, nie są odgradzane płotami lub zasiekami, nie istnieje w nich własność prywatna. Domy są budowane w sposób prymitywny z drewna lub blachy falistej . Styl życia tej subkultury przedstawia się jako połączenia wpływów New Age i chasydyzmu .
Subkultura No’ar ha-Gwa’ot wyraża również negatywny stosunek do instytucji państwa świeckiego, które przyczynia się do likwidowania osiedli żydowskich .
Uważa się, że nazwa subkultury jest myląca, ponieważ jej reprezentanci mają powyżej 20–25 lat i są żonaci.

## Kontrowersje

### Tag mechir– przemoc i akty wandalizmu

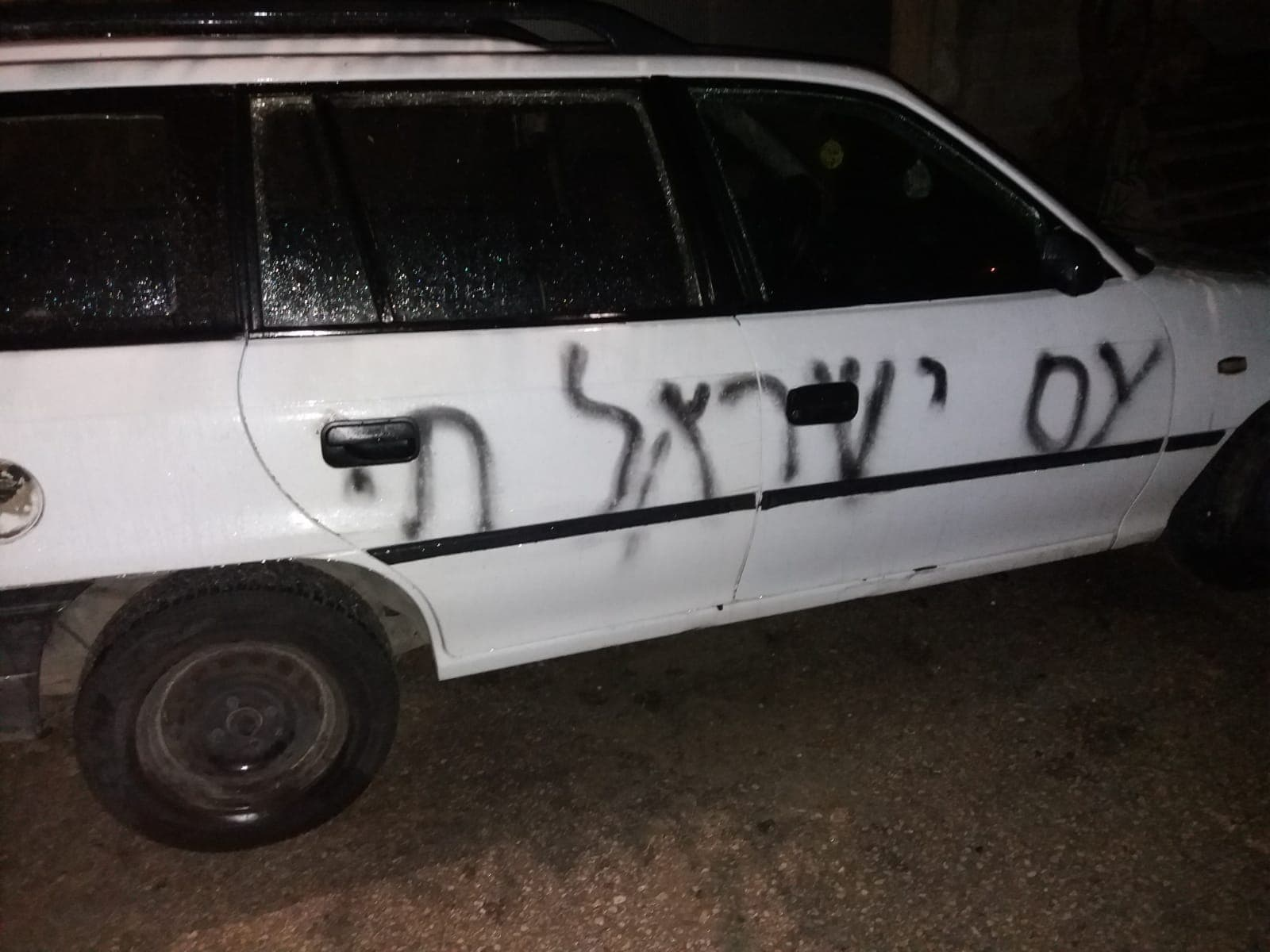
Zniszczone auto z napisem „Lud Izraela żyje” (2018)

Tag mechir (hebr. תג מחיר, dosł. metka cenowa) to hebrajskie określenie stasowane na akty przemocy i wandalizmu przypisywane przedstawicielom No’ar ha-Gwa’ot. Pierwszy raz informacje o nich pojawiły się w 2008 roku, kiedy armia izraelska wraz z policją realizowały nakazy burzenia i ewakuacji nieautoryzowanych osiedli. Najłagodniejszym przejawem tej taktyki działań są protesty, blokady skrzyżowań lub próby przekonania żołnierzy i funkcjonariuszy, aby nie wykonywali rozkazów. Poza tym przeprowadza się ataki na palestyńskie wsie. Dochodzi wtedy do niszczenia mienia, aktów wandalizmu, podpaleń oraz napaści na mieszkańców. Ma to na celu zaangażowanie dodatkowych sił i środków Państwa Izrael do podjęcia działań w terenie przeciw działaniom wielu grup w różnych miejscach Zachodniego Brzegu  . Ataki przeprowadzane są także na lewicowych aktywistów oraz palestyńskie gaje oliwne . Stanowią one również formę odwetu za zniszczenie osiedli No’ar ha-Gwa’ot, ataki na nich lub zatrzymania . Cele tej taktyki potwierdzane są przez organizację Pokój Teraz. W ten sposób No’ar ha-Gwa’ot chce przekazać instytucjom państwowym, że działania związane z likwidacją nielegalnych osiedli są nieopłacalne z punktu widzenia pożądanych skutków. Z czasem działania te pojawiły się w Jerozolimie  oraz zaczęły być wymierzane w meczety i chrześcijan  .

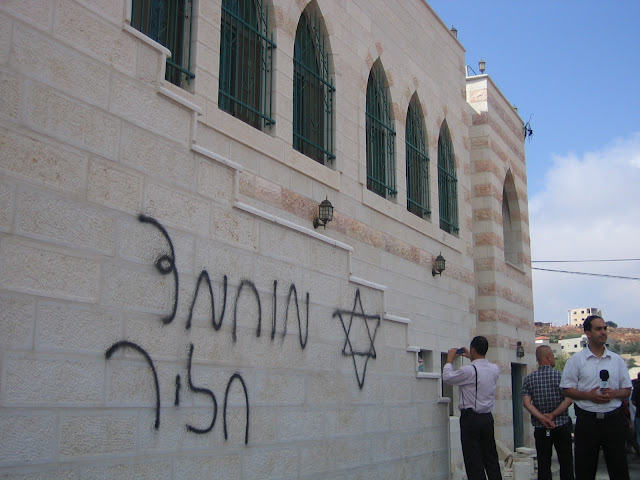
Akt wandalizmu Młodzieży ze Wzgórz. Napis obok gwiazdy Dawida głosi: „Mahomet to świnia” (2011)

No’ar ha-Gwa’ot przejawia również wrogi stosunek do izraelskiej armii oraz policji. Dochodzi do ataków na izraelskich żołnierzy, sprzęt wojskowy, a nawet bazy   . Młodzież podejmuje także działania propagandowe mające na celu zdyskredytować wojsko w oczach młodych osadników . Przy pomocy kamieni lub koktajli Mołotowa atakowani są również funkcjonariusze Policji Izraela i Straży Granicznej, a także pojazdy, którymi się poruszają podczas patroli  . Do starć dochodzi również podczas rozbiórki nieautoryzowanych osiedli.

### Religijny syjonizm a No’ar ha-Gwa’ot
W 2016 roku przeprowadzono badania wśród przedstawicieli obozu narodowo-religijnego, aby zbadać, jak postrzegają oni Młodzież ze Wzgórz. 28% badanych uznało działania przedstawicieli tej subkultury za „bardzo szkodliwe” lub „destrukcyjne” dla wizerunku osiedli. Z kolei 24% stwierdziło, że działania te nie mają pozytywnego wpływu na wizerunek osadników .
Z kolei według reprezentantów No’ar ha-Gwa’ot społeczność jest zbyt zamknięta i nie akceptuje różnorodności wewnątrz siebie, weszła także w fazę stagnacji i braku gotowości na zmiany. Osadnicy postrzegają Młodzież ze Wzgórz jako „margines społeczny”, „społecznych dewiantów”, „zagrożoną młodzież” lub „gangi”. Friedman w swoich badaniach prezentuje, że osadnicy postrzegają tę subkulturę za zagrożenie dla wykreowanego do tej pory etosu i wizerunku osadnika. Z kolei No’ar ha-Gwa’ot krytykuje osadników za zbytnią alienację, zaprzeczenie idei osadnictwa i upodabnianie swojego stylu życia do zachodniego.

### Zwalczanie No’ar ha-Gwa’ot przez Państwo Izrael
W inwigilację środowiska Młodzieży ze Wzgórz oraz ściganie wybranych osób zaangażowana jest specjalna struktura Szabaku do spraw zwalczania terroryzmu żydowskiego (hebr. חטיבה יהודית, Chatiwa Jehudit, ang. Jewish Division/Jewish Department)   . Według byłego dyrektora tej struktury Awiego Ari’eliego No’ar ha-Gwa’ot stanowi poważne zagrożenie dla porządku wewnętrznego Izraela. Problemem jest także to, że reprezentanci tej subkultury otrzymują wsparcie od społeczeństwa w Izraelu, osadników, czy rabinów . Infiltracja tego środowiska oraz pozyskanie z niego współpracowników nie są łatwe. Zatrzymani nie chcą ujawniać szczegółów działań oraz sieci powiązań . Pracy służbom bezpieczeństwa nie ułatwia również poparcie dla subkultury wyrażane ze strony narodowo-religijnych aktywistów i polityków . Do walki z No’ar ha-Gwa’ot Szabak używa takich środków jak administracyjne zatrzymanie, areszt bez postawienia zarzutów lub zakazy wstępu na Zachodni Brzeg . Według przedstawicieli służb bezpieczeństwa środki te po ewakuacji nieautoryzowanego osiedla Amona przestały być efektywne, a przedstawiciele kolejnej generacji Młodzieży ze Wzgórz stają się bardziej agresywni .
W 2010 roku doszło do wycieku danych osobowych Awiego Ari’eliego do Młodzieży ze Wzgórz. Ta z kolei używała ich podczas aktów wandalizmu w palestyńskich miejscowościach .
W 2015 roku doszło do ataku przeprowadzonego przez Młodzież ze Wzgórz w Dumie. W związku z nim przedstawiciele Szabaku postanowili nawiązać kontakt z narodowo-religijnymi rabinami, aby ci nakłaniali młodzież do zaprzestania ataków na Palestyńczyków .
W 2017 roku na Ukrainie doszło do zatrzymania osoby powiązanej z No’ar ha-Gwa’ot. Itamar Ben-Gewir z partii Ocma Jehudit oskarżył Szabak o przekazanie danych ukraińskim służbom, aby zatrzymały izraelskiego obywatela. Szabak nie potwierdził tych doniesień .
W działania przeciw Młodzieży ze Wzgórz zaangażowało się także izraelskie Ministerstwo Edukacji, które tworzy specjalne programy wychowawcze w celu identyfikacji i zapewniania potrzeb edukacyjnych i socjalnych reprezentantów No’ar ha-Gwa’ot na Zachodnim Brzegu. Do programów tych delegowani są także przedstawiciele armii, policji oraz Szabaku  . Udział służb bezpieczeństwa okazał się jednak kontrowersyjny, kiedy ujawniono, że funkcjonariusze Szabaku wykorzystywali programy wychowawcze do rekrutacji współpracowników i infiltracji No’ar ha-Gwa’ot .